# Автопортрет (картина Малевича)
«Автопортрет» (или «Художник») — картина художника Казимира Малевича, написанная им в 1933 году. Находится в коллекции Государственного Русского музея в Санкт-Петербурге.

## Композиция
Картина написана маслом на холсте, а её размеры составляют 73 × 66 см. В правом нижнем углу картины видна монограмма в виде маленького чёрного квадрата, которым Малевич в виде «личной печати» неоднократно подписывал свои поздние работы. На оборотной стороне надпись — К. Маlewicz.
Малевич изобразил себя в одеянии венецианского дожа, которое в его обобщённом восприятии сочетает в себе геометричную структуру и характерное чередование белого, чёрного, красного и зелёного цветов. Фигура художника, помещённая без лишних образов на нейтральный супрематический фон, является средоточием полотна. Малевич изображён погрудно с головой в трёхчетвертном развороте с сохранением портретного сходства. Он одет в красный берет, красную с белым рубашку, камзол с чёрным верхом и рукавами в красную полоску. Как «Председатель Мирового Пространства» художник поднял правую руку в характерном патетическом жесте, будто удерживая на ладони бесплотный геометрический объём, в котором видится невидимый «Чёрный квадрат» — этим он будто посылает завет потомкам, давая ключ к пониманию супрематизма, представляющего лишённый предметов мир как подлинную реальность. Таким образом, Малевич предстаёт перед зрителями своего последнего автопортрета творцом, обладателем высшего знания и высшей воли, демиургом, диктующим миру свой закон, художником, непокорным историческим силам времени, выпавшего на его земную долю.
Некоторыми критиками работа сравнивается с автопортретом Альбрехта Дюрера, ввиду чего кажется, что Малевич, воспроизведший на полотне эффект фресковой живописи, ставит себя в один ряд с мастерами Возрождения. Другие видят в запечатлённом жесте художника с оттопыренным большим пальцем, создающим прямой угол с ладонью, отсылку к иконографии Богородицы по типу «Одигитрия» (в переводе с греческого — указующая путь); как она своим перстом указывает на маленького Иисуса, так и Малевич видит себя указателем нового пути в искусстве, а свой «Чёрный квадрат» полагает божественным младенцем.
- Одигитрия, нач. XV в.
- Автопортрет Дюрера, 1500 г.
- Автопортрет Малевича, 1910 г.
- Автопортрет Малевича, 1934 г.

## История и судьба
Находясь под давлением соцреализма, в последние годы жизни Казимир Малевич был вынужден отказаться от авангардных техник, перейдя к неоклассицизму и романтизму, примером чего также может служить и другой автопортрет 1934 года (холст, масло, 55 × 45 см, Московский музей современного искусства), заметно отличающийся от автопортрета 1910 года (акварель, гуашь, бумага, 26,8 × 27 см, Государственная Третьяковская галерея), относящегося к началу творческих поисков художника. Данный автопортрет под авторским названием «Художник» был написан Малевичем в 1933 году. В 1934 году, или в 1935 году, работа была самолично передана им (по другим данным — членами его семьи) в дар Государственному Русскому музею в Ленинграде (ныне — Санкт-Петербурге). Там автопортрет и находится в настоящее время под инвентарным номером ЖБ-1516, выставляясь в 76-м зале корпуса Бенуа.